# بيتر سوتر
بيتر سوتر (بالإستونية: Peeter Sauter)‏ (و. 1962  م) هو لغوي، وممثل، ومؤلف، ومترجم، وصحفي، وكاتب إستوني، ولد في تالين.

## التعليم
تعلم في Estonian Academy of Music and Theatre ‏.

## وصلات خارجية
- بيتر سوتر على موقع IMDb (الإنجليزية)
- بيتر سوتر على موقع ميوزك برينز (الإنجليزية)
- بيتر سوتر على موقع أول موفي (الإنجليزية)